# Клишанс, Арвид Эдуардович
А́рвид Эдуа́рдович Кли́шанс (латыш. Arvīds Klišāns, Арвидс Клишанс; род. 6 декабря 1934) — латвийский валторнист, педагог. Народный артист Латвийской ССР (1976).

## Биография
Арвид Клишанс окончил музыкальное училище в Риге в 1955 году в классе Я. Зицмана. В 1955—1957 годах занимался у него же в Латвийской государственной консерватории им. Я. Витола. В 1954 году начал работать в Латвийском симфоническом оркестре, в 1956 стал членом квинтета духовых инструментов этого оркестра. В 1964 году вступил в КПСС.
Лауреат Всесоюзных и Международных конкурсов.

## Дискография
- Arvids Klisans — French Horn (1998)
- At Riga Cathedral (Arvīds Klišāns Rīgas Domā) (2003)

## Звания и награды
- Республиканский конкурс молодых исполнителей (1957), Рига — 1-я премия
- Всесоюзный конкурс исполнителей на духовых инструментах (1963), Ленинград — 1-я премия
- Международный фестиваль «Пражская весна» (1962), Прага — 3-я премия
- Народный артист Латвийской ССР (1976)
- Государственная премия Латвийской ССР (1983)
- Большая музыкальная награда Латвии (1995)
- Орден Трёх звёзд IV степени (2005)